# Lijst van presidenten van Micronesië
Dit is een lijst van presidenten van Micronesië.

## Beknopt overzicht
| 1659 | Spaanse kolonie                                                      |
| 1899 | Onderdeel van Duits Nieuw-Guinea                                     |
| 1914 | Bezet door Japan (tijdens de Eerste Wereldoorlog Japans bestuur)     |
| 1920 | Mandaatgebied van de Volkenbond                                      |
| 1922 | Onderdeel van het Agentschap van de Stille Zuidzee                   |
| 1935 | Japan bezet Micronesië en verklaart het tot Japans mandaat           |
| 1944 | Amerikaanse bezetting                                                |
| 1947 | Onderdeel van het Amerikaanse Trustschap van de Pacifische Eilanden. |
| 1979 | Autonomie                                                            |
| 1990 | 22 december: Onafhankelijkheid Federale Staten van Micronesië        |

## Presidenten van Micronesië (1979-heden)
| Nr. | President | President                                                            | Ambtstermijn                  | Partij        | Partij | Verkiezing |
| --- | --------- | -------------------------------------------------------------------- | ----------------------------- | ------------- | ------ | ---------- |
| 1   |           | Tosiwo Nakayama (1931-2007)                                          | 11 mei 1979 - 11 mei 1987     | Onafhankelijk |        | 1979       |
| 1   | 1983      | Tosiwo Nakayama (1931-2007)                                          | 11 mei 1979 - 11 mei 1987     | Onafhankelijk |        |            |
| 2   |           | John Haglelgam (1949)                                                | 11 mei 1987 - 11 mei 1991     | Onafhankelijk |        | 1987       |
| 3   |           | Bailey Olter (1937-1999)                                             | 11 mei 1991 - 8 november 1996 | Onafhankelijk |        | 1991       |
| 3   | 1995      | Bailey Olter (1937-1999)                                             | 11 mei 1991 - 8 november 1996 | Onafhankelijk |        |            |
| -   |           | Jacob Nena (1941-2022) (waarnemend voor Olter sinds 8 november 1996) | 8 mei 1997 - 11 mei 1999      | Onafhankelijk |        |            |
| 4   |           | Jacob Nena (1941-2022) (waarnemend voor Olter sinds 8 november 1996) | 8 mei 1997 - 11 mei 1999      | Onafhankelijk |        |            |
| 5   |           | Leo Falcam (1930-2018)                                               | 11 mei 1999 - 11 mei 2003     | Onafhankelijk |        | 1999       |
| 6   |           | Joseph John Urusemal (1952)                                          | 11 mei 2003 - 11 mei 2007     | Onafhankelijk |        | 2003       |
| 7   |           | Manny Mori (1948)                                                    | 11 mei 2007 - 11 mei 2015     | Onafhankelijk |        | 2007       |
| 7   | 2011      | Manny Mori (1948)                                                    | 11 mei 2007 - 11 mei 2015     | Onafhankelijk |        |            |
| 8   |           | Peter Christian (1947)                                               | 11 mei 2015 - 11 mei 2019     | Onafhankelijk |        | 2015       |
| 9   |           | David Panuelo (1964)                                                 | 11 mei 2019 - 11 mei 2023     | Onafhankelijk |        | 2019       |
| 10  |           | Wesley Simina (1961)                                                 | 11 mei 2023 - heden           | Onafhankelijk |        | 2023       |

NB: Politieke partijen bestaan niet in Micronesië